# Raška Gora
Raška Gora je naseljeno mjesto u gradu Mostaru, Federacija Bosne i Hercegovine, BiH.
Jednim dijelom ograničeno rijekom Neretvom a ostalim dijelovima naslonjena na susjedna naseljena mjesta: Vrdi, Goranci, Vihovići, Raštani, Vojno i Donji Jasenjani.

## Stanovništvo
| Raška Gora         |              |
| godina popisa      | 1991.        |
| Hrvati             | 138 (58,47%) |
| Srbi               | 98 (41,53%)  |
| Muslimani          | 0            |
| Jugoslaveni        | 0            |
| ostali i nepoznato | 0            |
| ukupno             | 236          |

| Raška Gora         |              |
| godina popisa      | 2013.        |
| Hrvati             | 35 (100,00%) |
| Bošnjaci           | 0            |
| Srbi               | 0            |
| ostali i nepoznato | 0            |
| ukupno             | 35           |

## Znamenitosti
Pripada župi Gorancima, osnovanoj 27. travnja 1871. godine. Danas je u sastavu Mostarsko-duvanjske biskupije. U zaseoku Domazetima je filijalna crkva svetog Nikole Tavelića.